# Skogstopptyrann
Skogstopptyrann (Myiarchus swainsoni) är en fågel i familjen tyranner inom ordningen tättingar.

## Utseende och läte
Skogstopptyrann är en rätt stor gråbrun tyrann med en liten huvudtofs och en lång krokförsedd näbb. Utseendet varierar i näbbfärg och tonen på det bruna på huvud och rygg. Alla bestånd har dock ljust bröst, gul buk och enfärgat brun eller mörk stjärt. Den skiljs bäst från liknande arter på sången, återgiven som "e-tchew, pe-tchew, prrrr".

## Utbredning och systematik
Skogstopptyrann delas in i fyra underarter:
- Myiarchus swainsoni phaeonotus – förekommer i södra Venezuela, Guyana och Amazonområdet i Brasilien
- swainsoni-gruppen
  - Myiarchus swainsoni pelzelni – förekommer från sydöstra Peru och norra Bolivia österut till östra Brasilien, från östra Pará till Ceará och söderut till Minas Gerais
  - Myiarchus swainsoni ferocior – häckar från sydöstra Bolivia (sydvästra Santa Cruz söderut till Tarija) och västra Paraguay söderut till centrala Argentina (La Pampa och Buenos Aires); övervintrar i västra Amazonområdet, från södra Colombia söderut till norra Bolivia
  - Myiarchus swainsoni swainsoni – häckar i östra Paraguay, nordöstra Argentina, Uruguay och södra Brasilien (norrut till São Paulo och Rio de Janeiro); övervintrar i norra Sydamerika från östra Colombia, Venezuela och Trinidad österut och söderut till Paraíba i Brasilien

## Levnadssätt
Skogstopptyrannen hittas i olika typer av öppna skogsmarker och i skogsbryn. 

## Status
Arten har ett stort utbredningsområde och beståndet anses vara stabilt. Internationella naturvårdsunionen IUCN listar den därför som livskraftig (LC).

## Namn
Fågelns vetenskapliga artnamn hedrar William Swainson (1789-1855), engelsk naturforskare, samlare och konstnär. Tidigare kallades den swainsontopptyrann även på svenska, men tilldelades 2024 ett mer informativt namn av BirdLife Sveriges taxonomikommitté.